# 長谷百合子
長谷 百合子（はせ ゆりこ、1947年〈昭和22年〉4月25日 - 2019年〈令和元年〉10月13日）は、日本の元政治家。元日本社会党衆議院議員（1期）。

## 経歴
- 1947年　愛知県名古屋市にて出生。
- 愛知県立旭丘高等学校卒業。

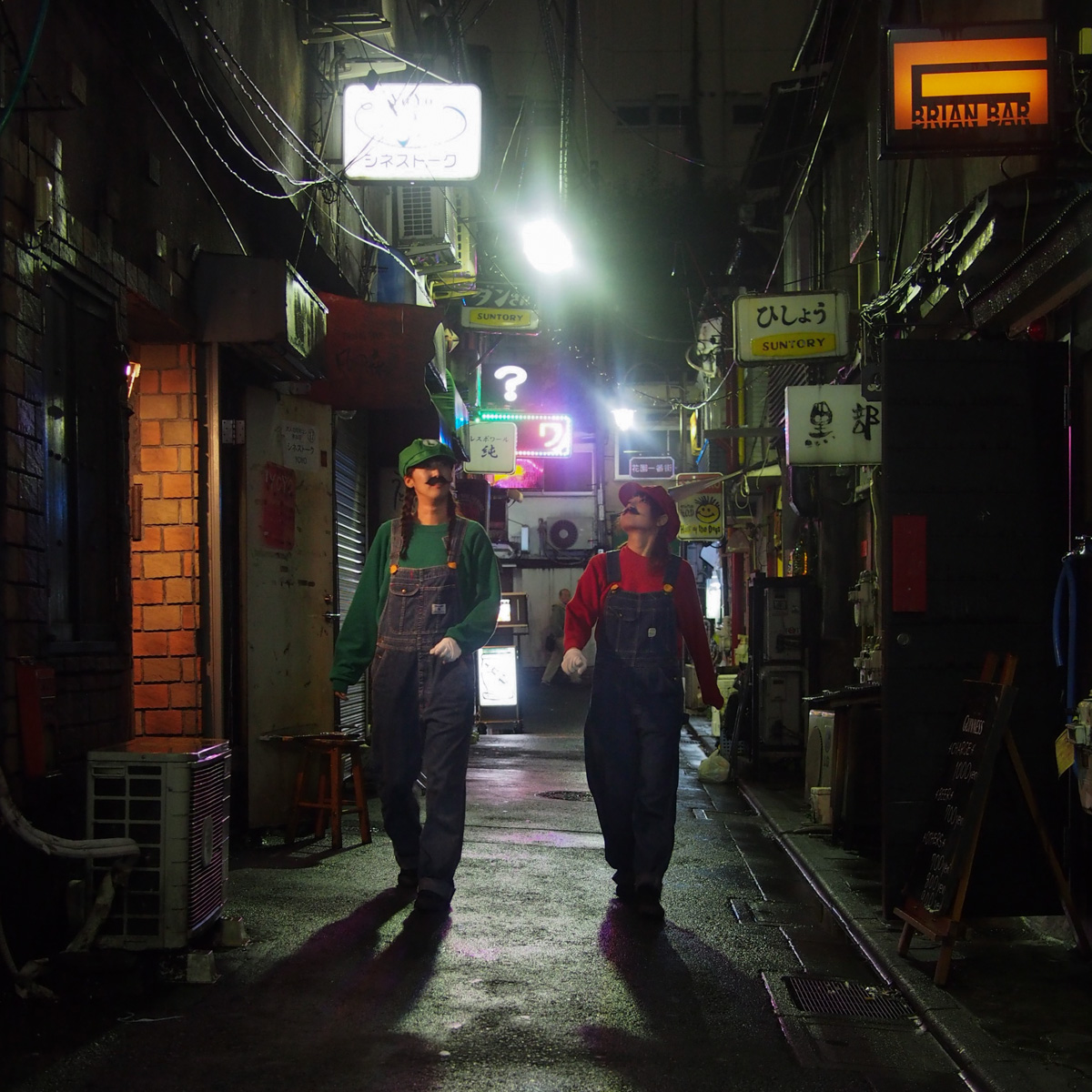
経営していた「ひしょう」の看板（右上）（花園交番通りの公道上より撮影）

- お茶の水女子大学文教育学部卒業。同大大学院修士課程中退。日本近現代史を専攻。
  - 学生時代から全共闘運動に加わり活動。
- 大学院中退後、新宿ゴールデン街にバー「ひしょう」を開店した。
- 1977年　店舗を拡大。
- バー経営の傍ら評論家を名乗り活動。
- 2019年10月13日、脳出血により東京都内の病院で死去。72歳没[2]。

## 政界入り
- 1990年2月18日　第39回衆議院議員総選挙に旧東京11区（定数5）から日本社会党公認で立候補し初当選（127742票、12人中5位）。
  - 社会党は旧東京11区に前職の山花貞夫副書記長（当時）に続く2人目の候補として長谷を擁立。評論家佐高信らが推薦人に名を連ねた。「マドンナ議員」の1人。
  - 党内ではニューウェーブの会に所属。
- 1991年11月　ベレー帽を被ったまま国会議場内に入り問題となる。
  - 長谷は以前よりベレー帽をトレードマークにしていたが、衆議院規則では議場内での帽子着用は議員、国務大臣、政府参考人、証人、参考人、傍聴人、国会職員、記者等皆禁止されており、議場内で帽子を着用できる者は制帽着用が決められている衛視のみであることから規則違反に問われた。長谷は1986年5月の訪日時に国会を訪問し議場で演説（挨拶）したイギリスのダイアナ妃が帽子をかぶったままであったことを引き合いに出し、ベレー帽の着用を認めるよう主張。しかしダイアナ妃は国賓として国会を訪問し、式典での着用であるため前例にはならないとして、衆議院議院運営委員会は長谷の主張を退け、改めて帽子着用の禁止を確認した。
  - この件については主に自由民主党から批判の声が上がったため、当初社会党執行部は長谷を擁護する姿勢を見せたが、長谷の頑なな態度がいらぬ混乱を生んでいるとして党派を超えた議員の反発を生み、また現行の規則に明らかに反していることから世論の批判も強まっていった。ダイアナ妃を引き合いに出したことについても「不遜である」「義務を負っている国会議員と国会議員でない客を同列に語るとは意識が低い」等の声が上がった。一方石井道子（自民党参議院議員）、岡崎トミ子（社会党衆議院議員）、大野由利子（公明党衆議院議員）ら一部の女性議員からは「女性議員の増加を快く思わない男性議員が執拗に攻撃している」等と長谷を擁護する声も上がり、「タブーに挑戦している」と好意的に評する向きから連帯の動きも出たが、土井たか子前社会党委員長からは終始冷淡に扱われ、ついには社会党執行部からも見放される形となり、長谷はベレー帽を脱ぐことになった。以後社会党内で孤立し、落選後の離党、新進党入党へと結びついていく。
  - 議院運営委員会の席上自民党などの批判に対し社会党の議員から「自民党にも黒いベレー帽（かつら）を被っている方がいるじゃないですか」との冗談めいた反論が出されたが、これは社会党としても長谷を本気で擁護する気はないことを議院運営委員会の席で暗に伝えたものだといわれ、社会党内でも最初から長谷のスタンドプレイに手を焼いていたことが知られる。
- 1993年7月18日　第40回衆議院議員総選挙に再び旧東京11区から日本社会党公認で立候補し落選（55590票、12人中8位）。
  - 新党結成・政界再編の流れの中、日本社会党は55年体制成立以来最低の70議席と惨敗を喫した。旧東京11区では日本新党ブームの影響で同党公認の新人伊藤達也が浮動票を集め当選する一方、長谷はマドンナブームが去り苦戦。他のマドンナ議員同様長谷も大きく得票を減らし落選した。なお当時社会党委員長となっていた山花貞夫は同じ旧東京11区で再選された。
- 落選後社会党を離党。新生党・小沢一郎に接近し、1995年、新進党に参加。1996年、第41回衆議院議員総選挙に東京23区から同党公認で立候補する予定であったが、党代表小沢一郎の政治姿勢と合わなくなり離党、選挙にも出馬せず。政界引退。
  - かつての支援者佐高信は長谷の新進党入党について、雑誌『噂の真相』誌上において「小沢の愛人になった」等と罵った。

## 政界引退後
- 引退後はバーの経営に戻った。
- 「あの人は今」等新聞・雑誌記事に複数回登場。
- 2000年4月、お茶の水女子大学大学院修士課程に復学、2001年3月、修了。2004年4月、お茶の水女子大学大学院博士後期課程に入学。その後単位取得満期退学。大学院では民族派運動の研究に従事し、一水会などに講師として呼ばれている。
- 郵政民営化など小泉純一郎元首相の改革路線については概ね好意的であったが、小沢一郎に対してはその後も批判的であった。

## 逸話
- 1993年に放送された日本テレビ「第12回ビートたけしのお笑いウルトラクイズ」の宴会クイズに社会党を代表して出場した。